# 福岡市立東住吉小学校
福岡市立東住吉小学校（ふくおかしりつ ひがしすみよししょうがっこう）は、福岡県福岡市博多区博多駅南二丁目にある小学校。

## 沿革
- 1935年 - 堅粕小学校、住吉小学校から分離し開校。
- 1955年 - 春住小学校を分離

## 通学区域
博多区博多駅前3,4丁目、博多駅南1,2丁目。
博多駅周辺の地区。博多駅前3丁目は駅前西側、同4丁目は駅前南西側、博多駅南1,2丁目は南側。博多駅に近く、オフィスビル、ホテル、専門学校などが多い。
中学校は隣接する東住吉中学校の校区となる。

### 校区内の主な施設
- 西日本シティ銀行本店
- 医療ビジネス専門学校
- 東林寺
- ANAクラウンプラザホテル福岡
- 博多消防署
- 国際アニメーション専門学校
- 福岡市立東住吉中学校
- 公務員ゼミナール福岡校
- 麻生情報ビジネス専門学校

### 校区が隣接する小学校
- 福岡市立堅粕小学校
- 福岡市立春住小学校
- 福岡市立住吉小学校
- 福岡市立博多小学校

## 校歌
1959年制定。
- 作詞：持田勝穂
- 作曲：森脇憲三